# 姜垓
姜垓（1614年—1653年），字如须，號篔簹，晚号佇石山人。山東萊陽縣人。明末官員，官至行人司行人。

## 生平
崇禎九年（1636年）舉丙子科山東鄉試，崇祯十三年（1640年）登进士，官行人，曾上書請求《题名碑》的阮大铖名字。方以智以“畏辞”讽诫姜垓。弘光年间，阮大铖得勢，欲杀之，姜垓逃到宁波，後隐居苏州，与徐枋友善。卒葬西山之竺坞。私謚貞文。

## 家族
父姜泻里。兄姜埰。

## 著作
著有《流览堂残稿》六卷。